# Nepte
Nepte (łac. Diocesis Neptensis) – stolica historycznej diecezji w Cesarstwie rzymskim w prowincji Byzacena, współcześnie w Tunezji. Obecnie katolickie biskupstwo tytularne.

## Biskupi tytularni
| Lp. | Biskup                             | Funkcja                                                                         | Od                   | Do                  |
| --- | ---------------------------------- | ------------------------------------------------------------------------------- | -------------------- | ------------------- |
| 1   | Thomas Hughes                      | wikariusz apostolski Ondo-Ilorin (Nigeria)                                      | 12 stycznia 1943     | 18 kwietnia 1950    |
| 2   | Aloysius Haene                     | wikariusz apostolski Fort Victoria (Zimbabwe)                                   | 25 czerwca 1950      | 1 stycznia 1955     |
| 3   | Edmund Joseph Reilly               | biskup pomocniczy Brooklynu (USA)                                               | 15 marca 1955        | 23 listopada 1958   |
| 4   | Custódio Alvim Pereira             | biskup pomocniczy Lourenço Marques (Mozambik)                                   | 20 grudnia 1958      | 3 sierpnia 1962     |
| 5   | Igino Eugenio Cardinale            | nuncjusz apostolski                                                             | 4 października 1963  | 24 marca 1983       |
| 6   | Camillo Ruini                      | biskup pomocniczy Reggio Emilia wikariusz generalny diecezji rzymskiej (Włochy) | 16 maja 1983         | 28 czerwca 1991     |
| 7   | Michael Fitzgerald                 | urzędnik Kurii Rzymskiej nuncjusz apostolski                                    | 16 grudnia 1991      | 5 października 2019 |
| 8   | Ignacio Damián Medina              | biskup pomocniczy Lomas de Zamora (Argentyna)                                   | 26 listopada 2019    | 11 sierpnia 2023    |
| 9   | Francisco Javier Martínez Castillo | biskup pomocniczy Puebli (Meksyk)                                               | 16 października 2023 |                     |